# Ctenochares fulgens
Ctenochares fulgens là một loài tò vò trong họ Ichneumonidae.